# يوليوس نوسو
يوليوس نوسو (بالإنجليزية: Julius Nwosu) مواليد 1 مايو 1971 في نيجيريا، هو لاعب كرة سلة محترف نيجيري سابق بدأ مسيرته الاحترافية في سنة 1993. يبلغ طوله 6 قدم 10 بوصة (2.1 م). اعتزل اللعب في 2010.

## فرق لعب لها
- سان أنطونيو سبرز
- نادي سسكا موسكو لكرة السلة
- بوسطن سيلتكس
- غلطة سراي لكرة السلة

## إحصائيات المسيرة

### الموسم الاعتيادي
| السنة   | الفريق           | لعب | بدأ | دقيقة | ميداني% | ثلاثية | حرة  | ارتداد | صنع | استلاب | تصدي | نقطة |
| ------- | ---------------- | --- | --- | ----- | ------- | ------ | ---- | ------ | --- | ------ | ---- | ---- |
| 1994–95 | سان أنطونيو سبرز | 23  | 0   | 3.7   | .321    | .000   | .765 | 1.0    | .1  | .0     | .1   | 1.3  |
| المسيرة |                  | 23  | 0   | 3.7   | .321    | .000   | .765 | 1.0    | .1  | .0     | .1   | 1.3  |

### التصفيات
| السنة   | الفريق           | لعب | بدأ | دقيقة | ميداني% | ثلاثية | حرة  | ارتداد | صنع | استلاب | تصدي | نقطة |
| ------- | ---------------- | --- | --- | ----- | ------- | ------ | ---- | ------ | --- | ------ | ---- | ---- |
| 1994–95 | سان أنطونيو سبرز | 2   | 0   | 3.5   | .000    | .000   | .000 | 1.0    | .0  | .0     | .0   | 0.0  |
| المسيرة |                  | 2   | 0   | 3.5   | .000    | .000   | .000 | 1.0    | .0  | .0     | .0   | 0.0  |

## روابط خارجية
- يوليوس نوسو على موقع الاتحاد الدولي لكرة السلة (الإنجليزية)
- يوليوس نوسو على موقع إن بي أي (الإنجليزية)
- يوليوس نوسو على موقع سبورتس رفرنس (الإنجليزية)
- يوليوس نوسو على موقع الدوري الإسباني لكرة السلة (الإسبانية)
- يوليوس نوسو على موقع كرة السلة الأوروبية.كوم (الإنجليزية)
- يوليوس نوسو على موقع كلية كرة السلة في سبورتس رفرنس.كوم (الإنجليزية)
- يوليوس نوسو على موقع ريلجم (الإنجليزية)
- يوليوس نوسو على موقع بروبوليرز (الإنجليزية)
- يوليوس نوسو على موقع سبورتس رفرنس (الإنجليزية)